# 吉田夜世
吉田 夜世（よしだやせい）（よるよ）は、日本のボカロP。北海道出身。東京在住。誕生日は2月3日。

## 概要
- 主にEDMやポップを得意とし、ボーカロイドを使用する曲をメインに活動している。
- 仕様合成音声は主に初音ミク、重音テト・歌愛ユキ・小春六花・GUMIである。
- 元は「Yasson」として活動していたが後に「Yasson」が不適切な表現（ass=肛門）で弾かれることが多く「吉田夜世」に改名する[2]。
- 2025年現在、ニコニコ動画、YouTube、X、Instagram、TikTokで活動している。

## 人物
- 好きな食べ物はラーメンであり、お気に入りは味噌ラーメンである。
- 嫌いな食べ物は甘酒と語っている。
- 趣味は音楽とゲームである[3]。
- 小学校高学年はGreeeeNやコブクロ、中学時代からONE OK ROCKやRADWIMPS、BUMP OF CHICKENなど、J-POPな音楽が好めである。
- 野球の観戦を親しみ、日本ハムのファンである。[4]

## 経歴

### 学生時代
- 中学生のころ、友人にギターを勧められたことをきっかけに音楽を始める。音楽ゲームを好み、「太鼓の達人」や「Project DIVA」をプレイする。特に「DIVA 2nd」に収録されていた「愛言葉」をきっかけにボーカロイドを知り、kz（livetune）やYellow氏の楽曲をよく聴くようになる。
- 高校時代には軽音楽部に入部し、ギターボーカルとしてバンドを結成。音楽を演奏するだけでなく、自ら表現する側へと転じ、作曲を始める。
- 大学時代もバンド活動を続け、4年生の頃からDTMを本格的に始める。
- そして、2020年公開の「たゆたう箱の中で」をきっかけにデビューを果たす。[4]

## ディスコグラフィ

### オリジナル楽曲一覧[5]
| 配信日        | タイトル                         |
| ------------- | -------------------------------- |
| 2020年6月12日 | たゆたう箱の中で                 |
| 不明          | 仮面の独白                       |
| 2020/7/14     | ありふれた人生にひとひらの幸福を |
| 2020/7/30     | シニスター                       |
| 不明          | オトギリ                         |
| 2020/9/28     | 生急シ                           |
| 2020/10/27    | 溷濁                             |
| 2020/12/11    | アンチドラマティコ               |
| 2021/2/3      | ラフィン                         |
| 2021/3/24     | メタユートポス                   |
| 2021/4/23     | ファニーウェイル                 |
| 2021/6/12     | パラ・シニスター                 |
| 2021/7/20     | Territory                        |
| 2021/10/13    | エンテレケイア                   |
| 2021/12/21    | アンレイラー                     |
| 2022/1/19     | バリアシエラ                     |
| 2022/4/21     | サラダボウル・カルト             |
| 2022/6/28     | 夜会卓                           |
| 2022/7/15     | フルコーラスRTA 1min.            |
| 2022/9/23     | ナイトメリッシュ・ニューロン     |
| 2022/10/7     | 零度                             |
| 2023/1/19     | ダイナスティ                     |
| 2023/3/18     | 氷解                             |
| 2023/4/27     | サイマル的な、                   |
| 2023/8/4      | フォールスマン・ショー           |
| 2023/9/22     | UBIXUITOUS                       |
| 2023/11/29    | オーバーライド                   |
| 2023/12/7     | P.S.                             |
| 2024/1/30     | I know 愛脳.                     |
| 2024/12/14    | サミティファイ                   |
| 2024/12/28    | すたーとだっしゅ！               |